# 李思贞
李思貞（7世纪—704年8月14日），字惟潔，平原高堂人。少時出任左金吾衛翊府副隊正，遷沙州司户參軍，後來出任校沙州刺史。長安四年七月十日卒於沙州刺史之官舍。
曾祖李縝曾任陳安成太守、持節東衡州刺史，後梁鎮東將軍、開府儀同三司及荔浦縣開國公。父親李文弘曾任使持節嚴州諸軍事嚴州刺史、贈使持節衡州諸軍事及衡州刺史。